# Saison 2018-2019 du Racing Club de Strasbourg Alsace
Maillots
Chronologie
Saison précédente Saison suivante
La saison 2018-2019 du Racing Club de Strasbourg Alsace est la cinquante-huitième saison du club alsacien en championnat de France de Ligue 1, plus haut niveau hiérarchique du football français, depuis sa création en 1932. Elle marque la seconde saison consécutive en première division pour la première fois depuis la relégation de la saison 2007-2008 et la rétrogradation en cinquième division en 2011 à la suite de la liquidation judiciaire du club en 2011.
L'équipe dirigée par Thierry Laurey, en poste depuis mai 2016, entame la saison avec comme objectif principal un maintien plus confortable que la saison précédente où le club avait dû attendre l'avant-dernière journée pour assurer sa place dans l'élite. Finalement, aidés notamment par une très bonne première moitié de saison, le RCSA parvient à assurer aisément son maintien et à terminer l'exercice en onzième position, et ce malgré une deuxième moitié de saison en demi-teinte, notamment à partir du mois de février qui voit l'équipe ne remporter que deux matchs sur seize.
Les Alsaciens sont dans le même temps engagés dans les deux coupes nationales que sont la Coupe de France et la Coupe de la Ligue. Ils atteignent dans la première le stade des seizièmes de finale, passant un tour face au Grenoble Foot avant d'être éliminés par le Paris Saint-Germain. La deuxième coupe voit quant à elle le RCSA réaliser un parcours exceptionnel le voyant passer successivement le Lille OSC, l'Olympique de Marseille, l'Olympique lyonnais et les Girondins de Bordeaux avant de finalement remporter la compétition en finale face à l'EA Guingamp. Cette victoire constitue leur troisième sacre dans la compétition après 1997 et 2005.

## Avant-saison

### Genèse de la saison
Promu de Ligue 2 en tant que champion à l'issue de la saison 2016-2017, le Racing Club de Strasbourg Alsace effectue sa deuxième saison d'affilée en Ligue 1, championnat quitté dix ans plus tôt à l'issue de la saison 2007-2008. Le maintien de la saison précédente est arraché à la 37e journée de la saison 2017-2018.
La saison 2018-2019 de la Ligue 1 est la 81e édition du championnat de France de football et la dix-septième sous l'appellation « Ligue 1 ». Elle voit s'opposer vingt clubs en une série de trente-huit rencontres. Le vainqueur de ce championnat est sacré champion de France. Les trois premiers au classement sont qualifiés pour la Ligue des champions tandis que le quatrième se qualifie pour la Ligue Europa, les cinquième et sixième places sont potentiellement qualificatives pour cette même compétition en fonction des vainqueurs de la Coupe de la Ligue et de la Coupe de France. Du côté des relégations, les deux derniers du championnat sont directement relégués en Ligue 2 tandis que le dix-huitième affronte le vainqueur des playoffs de la deuxième division.
La saison débute dès le lundi 21 mai 2018, où Thierry Laurey et le staff technique réalise des entretiens individuels avec l'ensemble des joueurs du club, afin de faire le point sur la saison écoulée et aborder la saison 2018-2019. Il en ressort que l'entraîneur strasbourgeois a  évoqué son souhait de rajeunir l'effectif en recrutant au moins 8 ou 9 joueurs. Il annonce dès lors que tous les joueurs en fin de prêt retourneront dans leur club d'origine, et qu'aucune option d'achat ne sera formulée. Sur huit joueurs en fin de contrat, seuls quatre propositions seront faites.

### Objectifs du club
L'objectif du club reste le même que lors de la saison précédente, à savoir se maintenir en Ligue 1, et de se pérenniser en première division. Pour cela, un gros changement d'effectif est opéré, en prenant en compte les points problématiques passés.
Douze départs et un prêt sont actés durant le mercatique estival. Ces départs ont mené à cinq arrivées.
Lors d'une conférence de presse de présentation de Matz Sels, le 27 juillet 2018, Marc Keller souhaite officiellement se pérenniser à ce niveau, en améliorant l'équipe grâce à de l'experience, et donc « continuer à faire grandir le club ». Il annonce que la cellule de recrutement a souhaité miser sur des joueurs jeunes de Ligue 2 afin qu'ils montrent leur talent en Ligue 1, tel que Bingourou Kamara, Ludovic Ajorque, Kenny Lala et Nuno Da Costa. Le début de saison est également l'occasion pour le club de lancer de jeunes joueurs du centre de formation, qui ne pouvait jusqu'alors produire aucun joueur en raison du manque d'agréments durant la période amateure du club. En parallèle de l'amélioration de l'équipe, un objectif du club est de continuer à se structurer en interne. Malgré l'ambition affichée et un mercato estival très actif, Marc Keller rappelle que le maintien est primordial et reste le seul vrai objectif.

### Préparation d'avant-saison
La rentrée des joueurs et du staff est fixée le mercredi 27 juin 2018 avec des tests médicaux. Deux stages de préparation sont programmés cette saison, alors qu'il était dans l'habitude du club de n'en réaliser qu'un seul. Du 1er au 6 juillet au Touquet puis du 15 au 21 juillet à Raedersheim, dans le Haut-Rhin.
Sept rencontres de préparation sont planifiées. Tout d'abord le mardi 10 juillet à 18h30 contre le FC Sochaux-Montbéliard, équipe évoluant en Ligue 2, au stade Roger Serzian de Belfort, stade qui a vu le Racing valider sa montée en Ligue 2 alors qu'il évoluait en National, lors de la saison 2015-2016. En raison de la demi-finale de la Coupe du monde 2018, opposant la France à la Belgique qui a lieu a 20 heures, la rencontre amicale est avancée à 17h30. La rencontre se dispute tout de même devant environ 2 500 spectateurs et voit le Racing s'incliner 2 buts à 0 contre le FCSM.
Puis le samedi 14 juillet à 18h00 a lieu le troisième match amical à Saverne, contre un adversaire de première division, le Dijon FCO devant environ 2500 spectateurs, et voit le Racing être mené 2 à 0 puis finalement parvient à battre Dijon 3 buts à 2.
Pour clore son second stage, un match à proximité de Raedersheim a lieu, à Guebwiller, où le Racing avait notamment disputé un 5e tour de Coupe de France en 2014-2015 (victoire 1-8), et avec lequel club il a un partenariat, contre l'AS Nancy-Lorraine, pensionnaire de Ligue 2. Le match a lieu le vendredi 20 juillet à 18h00. En raison de fortes pluies le match est interrompu une dizaine de minutes, avant de se terminer sur un score de parité 0-0. Compte tenu de la météo et de l'absence de tribunes couvertes, l'affluence s'élève à environ 1 500 spectateur.
Le 23 juillet, le club se rend à Gand en Belgique, pour affronter La Gantoise à 20h30. Au terme d'un match équilibré, le club belge obtient un penalty et mène au score quelques minutes. Le score final est de 1-0.
Le samedi 28 juillet à 18h00, le RCSA affronte le Stade de Reims, promu en première division. L'intégralité des places du stade de l'Aar est vendue.
Puis, peu avant la reprise du championnat, l'avant-dernier match amical a lieu le vendredi 3 août à 18h30 contre le SC Fribourg à Bahlingen en Allemagne avant de conclure contre l'équipe de l'UNFP le lendemain à Eschau.

## Mouvements de joueurs

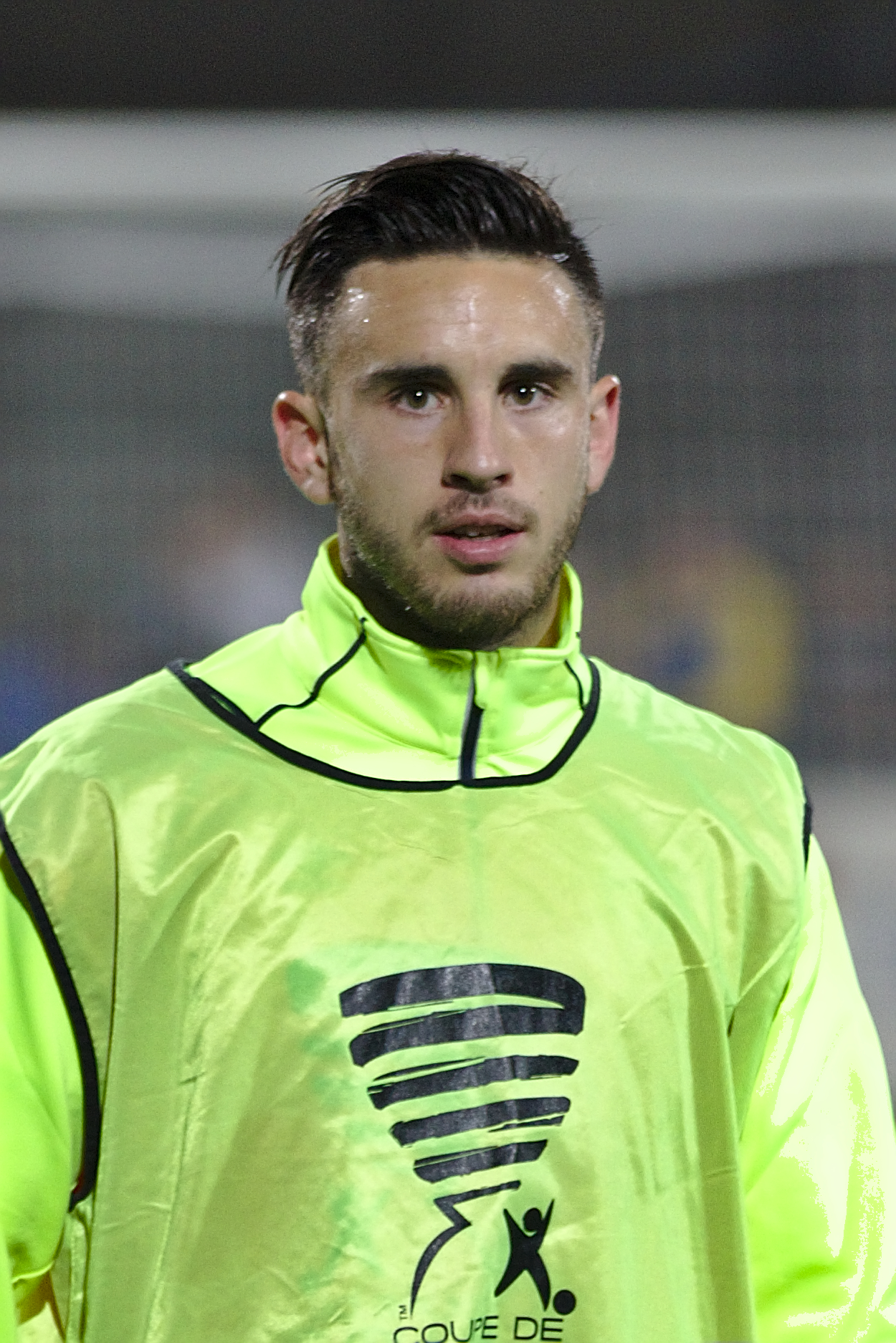
Libre, Adrien Thomasson arrive à Strasbourg en provenance du FC Nantes

Plusieurs joueurs arrivent en fin de contrat ou en fin de prêt pour cette saison. L'option d'achat de Bakary Koné n'est pas exercée par le club tandis que Martin Terrier et Dimitri Foulquier, également en fin de prêt, retournent dans leur club d'origine. Jérémy Blayac, Kader Mangane, Vincent Nogueira et Steve Solvet dont les contrats se terminent ne sont pas renouvelés.

La première recrue de la saison 2018-2019 est Ludovic Ajorque, qui signe le 4 juin 2018. Attaquant français, il signe un contrat de quatre saisons, en provenance de Clermont Foot. Le lendemain, le 5 juin 2018, Stefan Mitrovic signe un contrat de 4 saisons également. Il est transféré depuis le club belge de La Gantoise. Il s'agit de deux transferts à titre onéreux en deux jours.

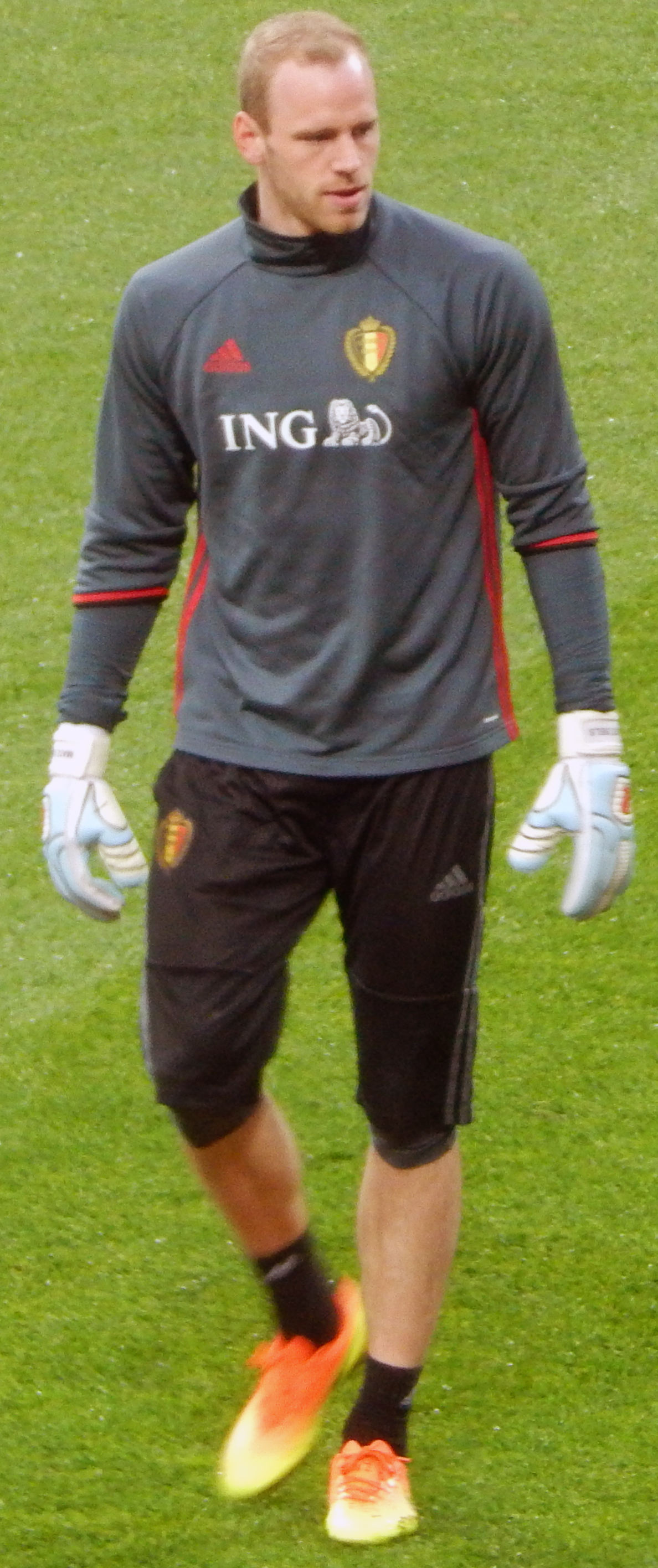
Matz Sels, international belge

Le 7 juin 2018, le RCSA trouve un accord avec le Stade brestois pour le transfert de Ibrahima Sissoko, âgé de 20 ans, pour un contrat de quatre saisons également. Il s'agit du troisième recrutement à titre onéreux. Sissoko évolue au poste de milieu de terrain, et déclare souhaiter suivre les traces de Jean-Eudes Aholou.
Le 14 juin 2018, le Racing officialise l'arrivée de la quatrième recrue de la saison, Adrien Thomasson, en fin de contrat au FC Nantes. Le jour annonce être séduit par le discours des dirigeants et de l'entraîneur Thierry Laurey. Alors joueur de Vannes, il avait été séduit lors de son passage à la Meinau en National.
Le 19 juin 2018, deux jours avant la reprise des joueurs, le Racing annonce la prolongation pour deux saisons de Anthony Gonçalves.
Le 17 juillet 2018, un accord avec l'ESTAC Troyes est trouvé afin de prêter sans option d'achat Yoann Salmier, jusqu'à la fin de saison.
Le 24 juillet 2018, un accord avec l'AS Monaco est trouvé pour le transfert de Jean-Eudes Aholou.
Le 26 juillet 2018, Matz Sels rejoint les rangs du Racing. Gardien international belge de 26 ans, en provenance de Newcastle, il est prêté la saison précédente à Anderlecht, et signe au Racing pour quatre saisons.
Le 1er août 2018, Lamine Koné est prêté par Sunderland pour une saison.
Le 17 août 2018, le défenseur gauche Lionel Carole s'engage au Racing en provenance de Galatasaray.
Le 29 août 2018, le Racing Club de Strasbourg engage le gardien de but Eiji Kawashima, libre de tout contrat, en provenance du FC Metz. Il vient compléter Matz Sels et Bingourou Kamara.
Enfin, le lendemain, en toute fin de mercato estival, le club annonce le transfert pour cinq saisons de Lebo Mothiba, en provenance du LOSC Lille. Le joueur international sud-africain évolue au poste d'attaquant.
La période des transferts hivernales voit le club recruter les milieux de terrain Samuel Grandsir de l'AS Monaco et Sanjin Prcić de Levante sous forme de prêts.

## Championnat de France de Ligue 1

### Première moitié de saison

#### Une bonne entame: Journées 1 à 2
Le RC Strasbourg débute officiellement sa saison le 12 août 2018 avec un déplacement sur la pelouse des Girondins de Bordeaux. Réduits à 10 à la 14ème minute, alors que Pablo tacle violemment Ajorque, contraint de sortir quelques minutes plus tard, en position de dernier défenseur. Strasbourg domine largement la première période, avec de nombreuses occasions mais sans marquer, et se fait peur dans les arrêts de jeu. Strasbourg reprend la possession en seconde période, et produit beaucoup de jeu. Fatigués, les bordelais concèdent un premier but à la 68ème minute de Sissoko, sur une passe décisive de Liénard. Les Strasbourgeois doublèrent la mise sur un mouvement entre Martin, Lala et Thomasson. Martin centra pour Da Costa qui conclut à bout portant à la 78ème minute de jeu. Les strasbourgeois commencent leur saison en gagnant à l'extérieur, alors même que leur dernière victoire à l'extérieur date de décembre 2017, dans ce même stade bordelais.

#### Des similitudes avec la saison dernière: Journées 3 à 4
Strasbourg rencontre l'OL pour le compte de la troisième journée de championnat, puis reçoit le FC Nantes pour la quatrième journée. La saison précédente, une défaite 4-0 au Groupama Stadium a été infligée aux alsaciens. Cette saison, le score final a été de 2-0.
Concernant la rencontre à la Meinau contre le FC Nantes, l'an passé, Nantes s'est imposé en toute fin de match laissant un goût amer aux alsaciens sur cette rencontre. Cette fois, Strasbourg a ouvert le score grâce à Ludovic Ajorque, avant de se retrouver mené 1-2 dans les arrêts de jeu de la première période à la suite d'un pénalty qui aurait probablement dû être sifflé pour Strasbourg, l'arbitre central décide de ne pas faire appel à l'assistance vidéo et laisse le jeu se dérouler. Ibrahima Sissoko réussit à crocheter Moutoussamy dans la surface des canaris, avant que Diego Carlos n'arrive par derrière et le fasse tomber. Il semble y avoir bel et bien contact et le défenseur brésilien ne touche, de plus, pas le ballon. Dans la foulée de cette action litigieuse le ballon arrive dans les pieds de Lucas Evangelista, qui trompe Sels. Cette action suscite de vives réactions de la part des médias sur l'utilisation de l'assistance vidéo, en test pour la première fois en Ligue 1. Sala marque un troisième but pour le FC Nantes, avant que Da Costa réduise le score en fin de match strasbourgeois. Des sentiments de regrets sont laissés au travers de ces deux rencontres.

### Classement final et statistiques
Le Racing Club de Strasbourg Alsace termine à la onzième place du championnat de Ligue 1 avec onze victoires, seize matchs nuls et onze défaites pour un total de 49 points, le plaçant nettement en milieu de classement avec une avance de quinze points sur le premier relégable. Les Strasbourgeois enregistrent la sixième meilleure attaque du championnat avec 58 buts inscrits, tandis que leur défense se classe à la neuvième position, à égalité avec le FC Nantes, avec 48 buts encaissés. Le Racing est par ailleurs la treizième meilleure formation du championnat à domicile, ayant accumulé un total de 26 points en dix-neuf rencontres au stade de la Meinau ; elle affiche un bilan relativement similaire à l'extérieur avec 23 points obtenus avec le même nombre de matchs, ce qui le classe tout de même huitième sur l'ensemble du championnat. Elle se classe par ailleurs neuvième au classement du fair-play établi par la Ligue de football professionnel avec 75 points.
Le RCSA passe la grande majorité de sa saison entre la cinquième et la dixième place, sans jamais être réellement inquiété par la relégation et pouvant même pendant un temps ambitionner d'un classement final parmi les cinq premiers du championnat, avant de tomber en milieu de tableau où il se stabilise finalement. La onzième place du club lui permet de se maintenir dans l'élite du football français et de disputer la Ligue 1 2019-2020. Le vainqueur du championnat est le Paris Saint-Germain, suivi du Lille OSC et de l'Olympique lyonnais. Dans le même temps, l'EA Guingamp et le SM Caen sont relégués directement en deuxième division tandis que le Dijon FCO disputera un barrage face au RC Lens. En parallèle, la victoire du club en Coupe de la Ligue 2018-2019 lui permet d'obtenir une place qualificative pour le deuxième tour de qualification de la Ligue Europa 2019-2020, représentant sa première participation européenne depuis la Coupe UEFA 2005-2006. Enfin, le RCSA récupère le trophée virtuel du bâton de Bourbotte lors de sa victoire contre le FC Nantes lors de la dernière journée de championnat.
Extrait du classement final de Ligue 1 2018-2019
| Rang | Équipe                 | Pts | J  | G  | N  | P  | Bp | Bc | Diff |
| --- | ---------------------- | --- | -- | -- | -- | -- | -- | -- | ---- |
| 8 | Stade de Reims P       | 55  | 38 | 13 | 16 | 9  | 39 | 42 | -3   |
| 9 | Nîmes Olympique P      | 53  | 38 | 15 | 8  | 15 | 57 | 58 | -1   |
| 10 | Stade Rennais FC C     | 52  | 38 | 13 | 14 | 11 | 55 | 52 | +3   |
| 11 | RC Strasbourg Alsace L | 49  | 38 | 11 | 16 | 11 | 58 | 48 | +10  |
| 12 | FC Nantes              | 48  | 38 | 13 | 9  | 16 | 48 | 48 | 0    |
| 13 | Angers SCO             | 46  | 38 | 10 | 16 | 12 | 44 | 49 | -5   |
| 14 | Girondins de Bordeaux  | 41  | 38 | 10 | 11 | 17 | 34 | 42 | -8   |
| Phase de groupes de la Ligue Europa 2019-2020 Deuxième tour de qualification de la Ligue Europa 2019-2020 |                        |     |    |    |    |    |    |    |      |

## Parcours en coupes

### Coupe de France
La Coupe de France 2018-2019 est la 102e édition de la Coupe de France, compétition à élimination directe mettant aux prises les clubs de football amateurs et professionnels à travers la France métropolitaine et les DROM. Elle est organisée par la FFF et ses ligues régionales. Vainqueur de la compétition à trois reprises en 1951, 1966 et 2001, le RCSA avait été éliminé lors des quarts de finale par le FC Chambly lors de la saison précédente.
Le Racing fait son entrée dans la compétition lors des trente-deuxièmes de finale, où il se voit opposé au club de Ligue 2 du Grenoble Foot 38. Il l'emporte 1-0 à l'extérieur grâce à un but de Kévin Zohi en prolongation. Les Alsaciens sont confrontés au Paris Saint-Germain lors du tour suivant, contre qui ils perdent cependant sur le score de 2-0.

### Coupe de la Ligue
La Coupe de la Ligue 2018-2019 est la 25e édition de la Coupe de la Ligue, compétition à élimination directe organisée par la Ligue de football professionnel (LFP) depuis 1994, qui rassemble uniquement les clubs professionnels de Ligue 1, Ligue 2 et National. Double vainqueur de la compétition en 1997 et 2005, le RCSA avait été éliminé aux huitièmes de finale par le Paris Saint-Germain lors de la saison précédente.
Le premier match de la compétition voit le club recevoir le Lille OSC, dont le stade est l'hôte de la finale pour cette édition, le 30 octobre 2018. Menant rapidement au score par un but de Youssouf Fofana à la treizième minute, les Alsaciens assurent leur victoire à dix minutes de la fin du temps réglementaire grâce à Dimitri Liénard qui permet aux siens de l'emporter 2-0.
Opposé à l'Olympique de Marseille au stade Vélodrome le 19 décembre, le RCSA parvient une fois de plus à prendre rapidement l'avantage, Jonas Martin transformant un penalty pour les siens à la dix-huitième minute de jeu. Les Strasbourgeois sont cependant rejoints en fin de match lorsque Luiz Gustavo trouve le chemin des filets à la quatre-vingtième minute. Devant se départager directement aux tirs au but à l'issue du temps réglementaire, Dimitri Payet puis Adil Rami ratent leurs tentatives côté Phocéens tandis que les Alsaciens n'en ratent aucune, l'emportant sur le score de 4 à 2.
Se déplaçant à nouveau, cette fois sur la pelouse de l'Olympique lyonnais au début du mois de janvier 2019, Strasbourg ouvre une fois de plus la marque sur penalty, transformé cette fois par Ludovic Ajorque à la vingt-sixième minute de jeu. Menés à la mi-temps, les Lyonnais parviennent à égaliser très tôt durant la deuxième période, Bertrand Traoré remettant les deux équipes à niveau après cinq minutes. Cela ne dure cependant pas et Lamine Koné redonne l'avantage au Racing dès la cinquante-deuxième minute de jeu. Le score n'évolue plus par la suite et les Alsaciens se qualifient pour les demi-finales pour la première fois depuis 2005.

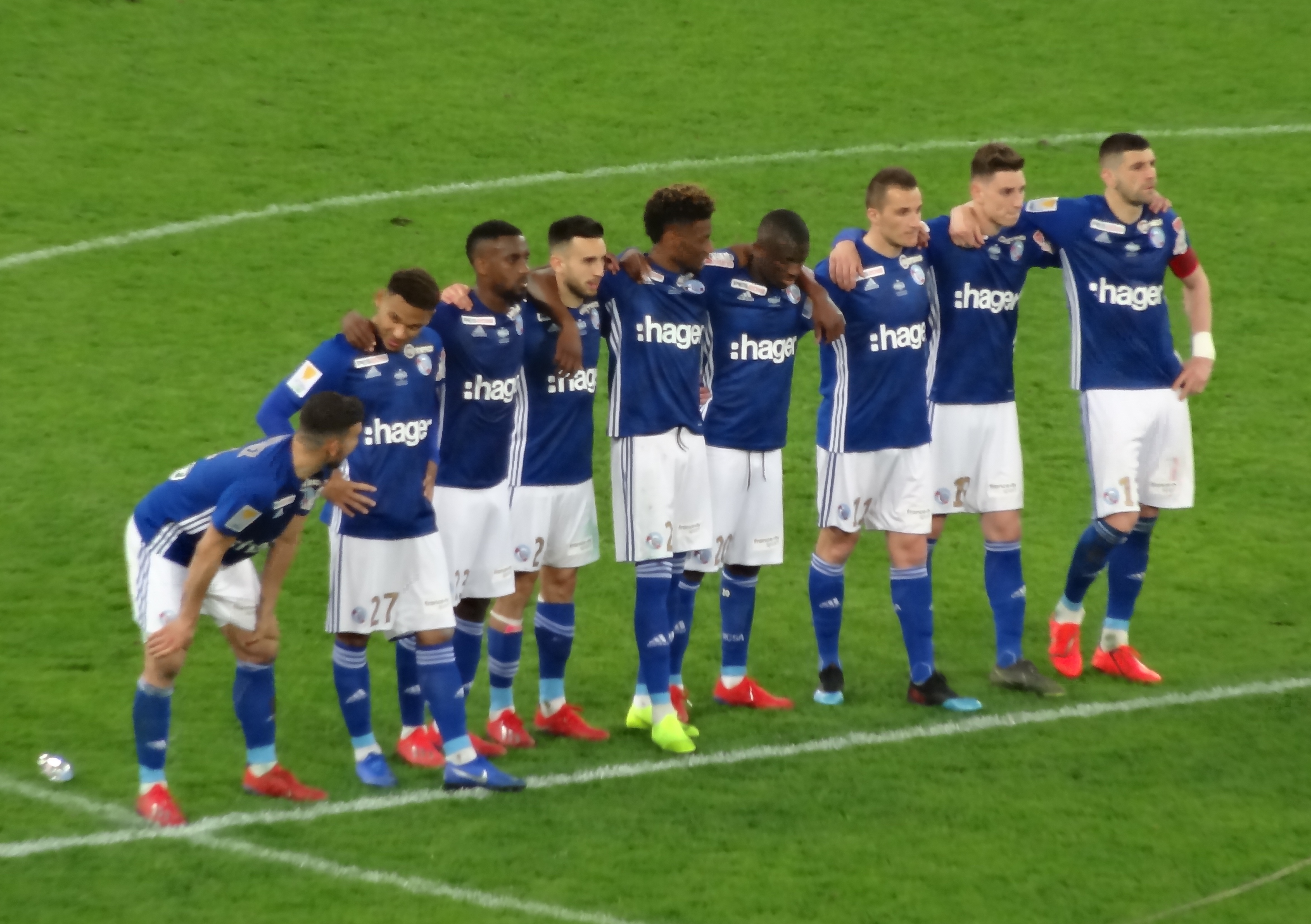
Les joueurs alignés pendant la séance de tirs au but, en finale.

Recevant les Girondins de Bordeaux lors du dernier carré le 30 janvier, ce sont cette fois les adversaires du jour qui ouvrent le score rapidement, Younousse Sankharé donnant l'avantage aux siens après un quart d'heure de jeu, un score qui ne bouge plus jusqu'à la mi-temps. De retour des vestiaires, les Strasbourgeois prennent très rapidement les devants et égalisent au bout de quatre minutes sur un but de Ludovic Ajorque avant de prendre l'avantage à la cinquante-cinquième par Lebo Mothiba, qui inscrit un doublé cinq minutes plus tard pour porter le score à 3-1. Malgré un but de Jimmy Briand dans les dernières minutes, le RCSA l'emporte finalement 3-2 et se qualifie pour la troisième finale de Coupe de la Ligue de son histoire après 1997 et 2005.

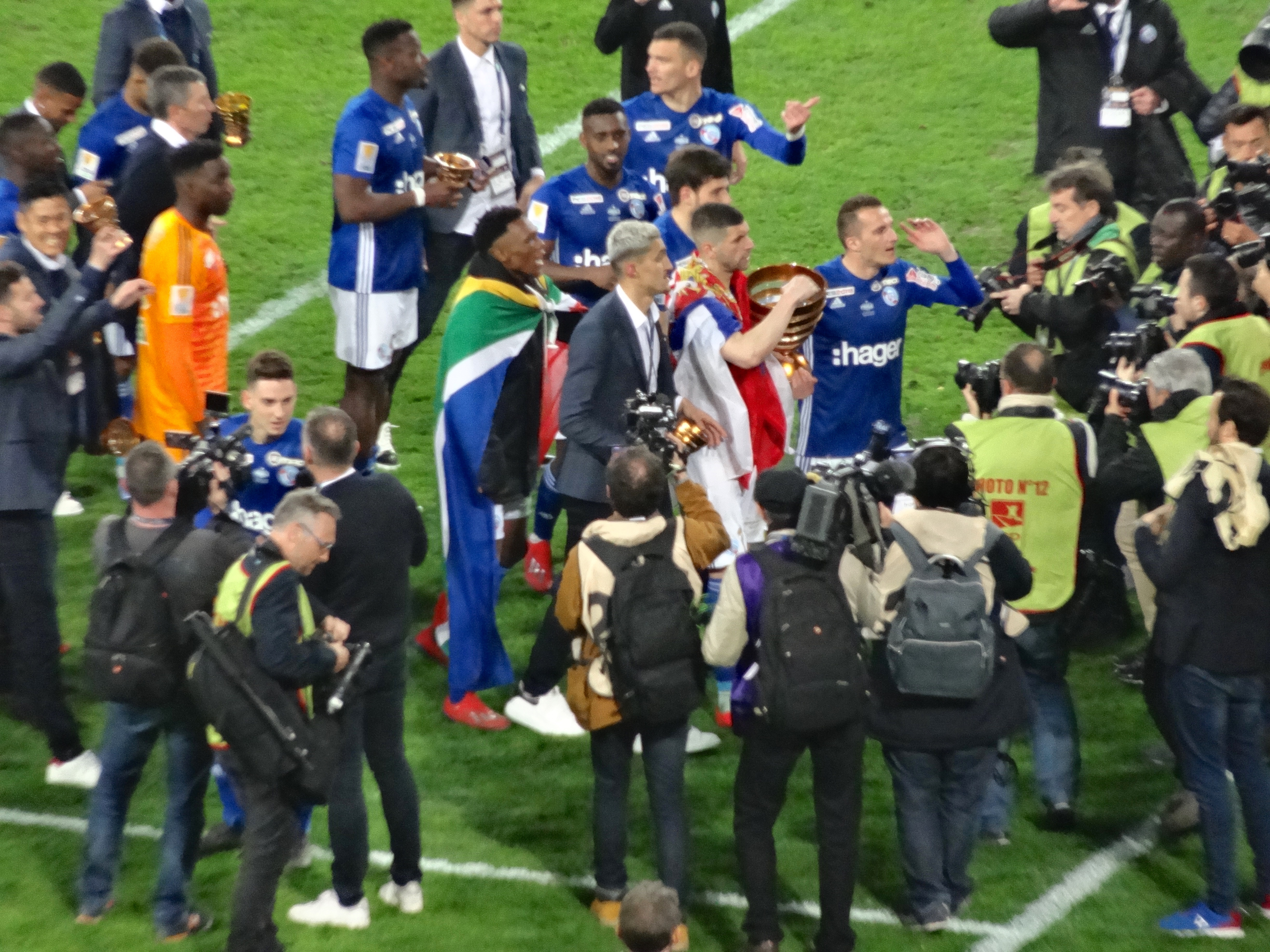
Stefan Mitrović et Lebo Mothiba présentant le trophée aux supporters.

La finale se déroule le 30 mars 2019 au stade Pierre-Mauroy de Lille. Elle oppose le RCSA à l'En avant de Guingamp. Au terme d'une rencontre décrite comme « soporifique » qui débouche sur un match nul et vierge au terme de la prolongation, les Strasbourgeois l'emportent finalement aux tirs au but sur le score de 4-1, profitant des ratés d'Alexandre Mendy, qui tire au-dessus, et de Ronny Rodelin, dont la tentative est arrêtée par Bingourou Kamara, qui est quant à lui élu homme du match. Il s'agît ainsi du troisième sacre du club dans 
la compétition.

## Matchs officiels de la saison
Le tableau ci-dessous retrace dans l'ordre chronologique les rencontres officielles disputées par le Racing Club de Strasbourg Alsace durant la saison. Le club alsacien a ainsi disputé trente-huit matchs de championnat, deux tours de Coupe de France et cinq de Coupe de la Ligue. Les buteurs sont accompagnés d'une indication sur la minute de jeu où est marqué le but et, pour certaines réalisations, sur sa nature (penalty ou contre son camp).
Le bilan général de la saison est de quinze victoires, dix-huit matchs nuls et douze défaites avec 67 buts marqués pour 54 encaissés. Le score le plus fréquent est le match nul 1-1 qui s'est produit à huit reprises, suivi des matchs nuls 0-0 et 2-2 qui ont été les résultats finaux de cinq rencontres chacun cette saison.
| Compétition       | MJ | V  | N  | D  | Bp | Bc | Diff |
| ----------------- | -- | -- | -- | -- | -- | -- | ---- |
| Ligue 1           | 38 | 11 | 16 | 11 | 58 | 48 | +10  |
| Coupe de France   | 2  | 1  | 0  | 1  | 1  | 2  | -1   |
| Coupe de la Ligue | 5  | 3  | 2  | 0  | 8  | 4  | +4   |
| Total             | 45 | 15 | 18 | 12 | 67 | 54 | +13  |

## Joueurs et encadrement technique

### Encadrement technique

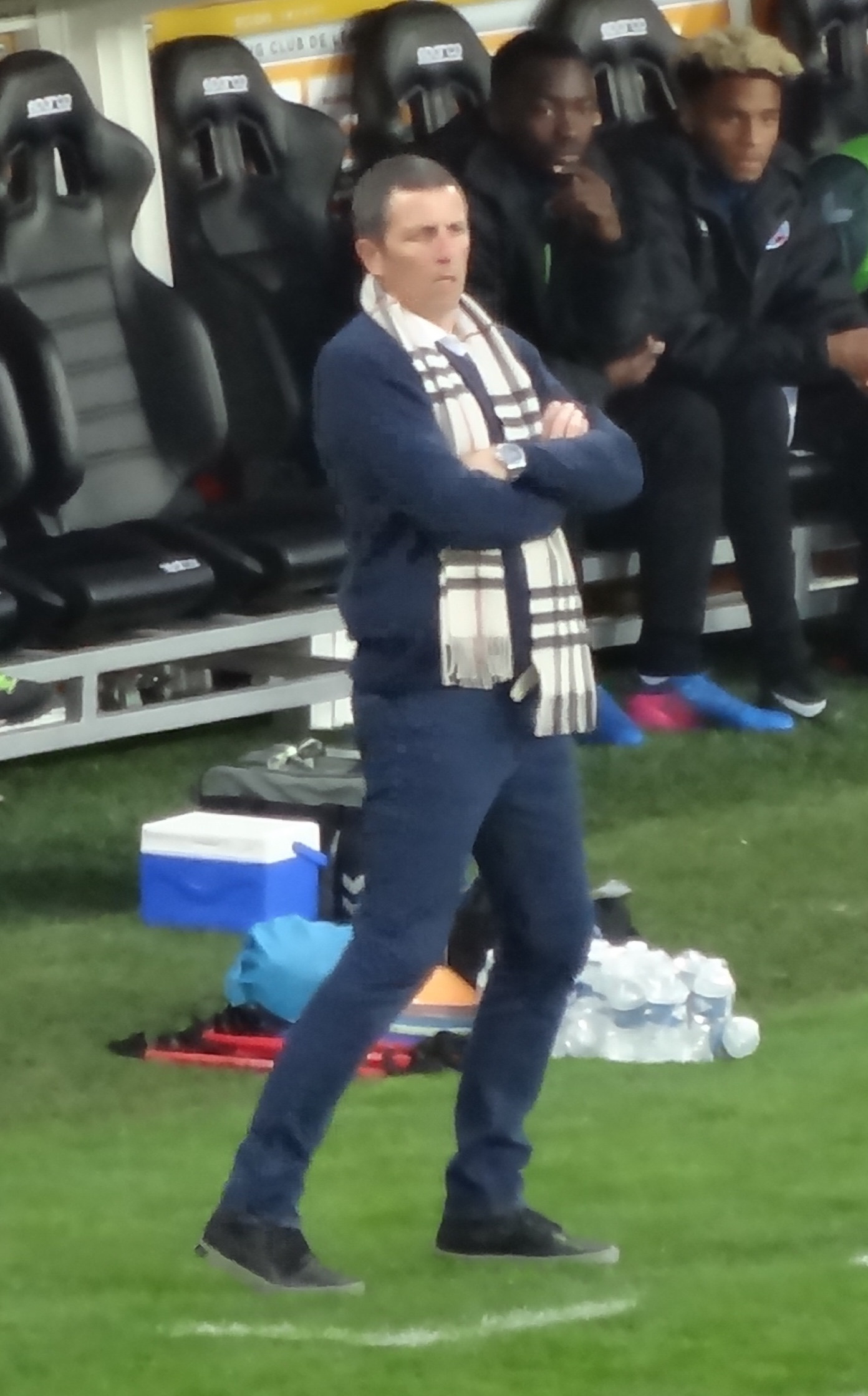
Thierry Laurey entame sa troisième saison sur le banc strasbourgeois.

L'équipe est entraînée par Thierry Laurey, en poste depuis le 31 mai 2016. Natif de Troyes, il a notamment évolué aux postes de milieu de terrain et de défenseur à divers clubs tels que l'US Valenciennes entre 1982 et 1986, ou encore au Montpellier Hérault entre 1987 et 1988 puis entre 1991 et 1998, passant également par le Paris Saint-Germain et l'Olympique de Marseille. Il dispute un total de 518 matchs et inscrit 52 buts. À la fin de sa carrière, il intègre le staff technique de Montpellier en tant qu'adjoint puis entraîneur des équipes jeunes. Il est nommé à la tête du FC Sète, alors en National, en 2007 avant de rejoindre Amiens SC, club de Ligue 2, avec lequel il connaît la relégation avant de quitter le club. Il est nommé à la tête d'Arles-Avignon en 2011, mais est renvoyé en novembre de l'année suivante pour cause de mauvais résultats. Son plus grand succès vient au Gazélec Ajaccio, qu'il rejoint en 2013 et parvient à emmener de National en Ligue 1 en l'espace de deux saisons, mais qu'il quitte sur une 19e place synonyme de relégation pour rejoindre le RC Strasbourg avec lequel il est promu à l'issue de sa première saison, lui permettant de revenir en première division un an après l'avoir quittée. Il est assisté par Fabien Lefèvre et Sébastien Roi.

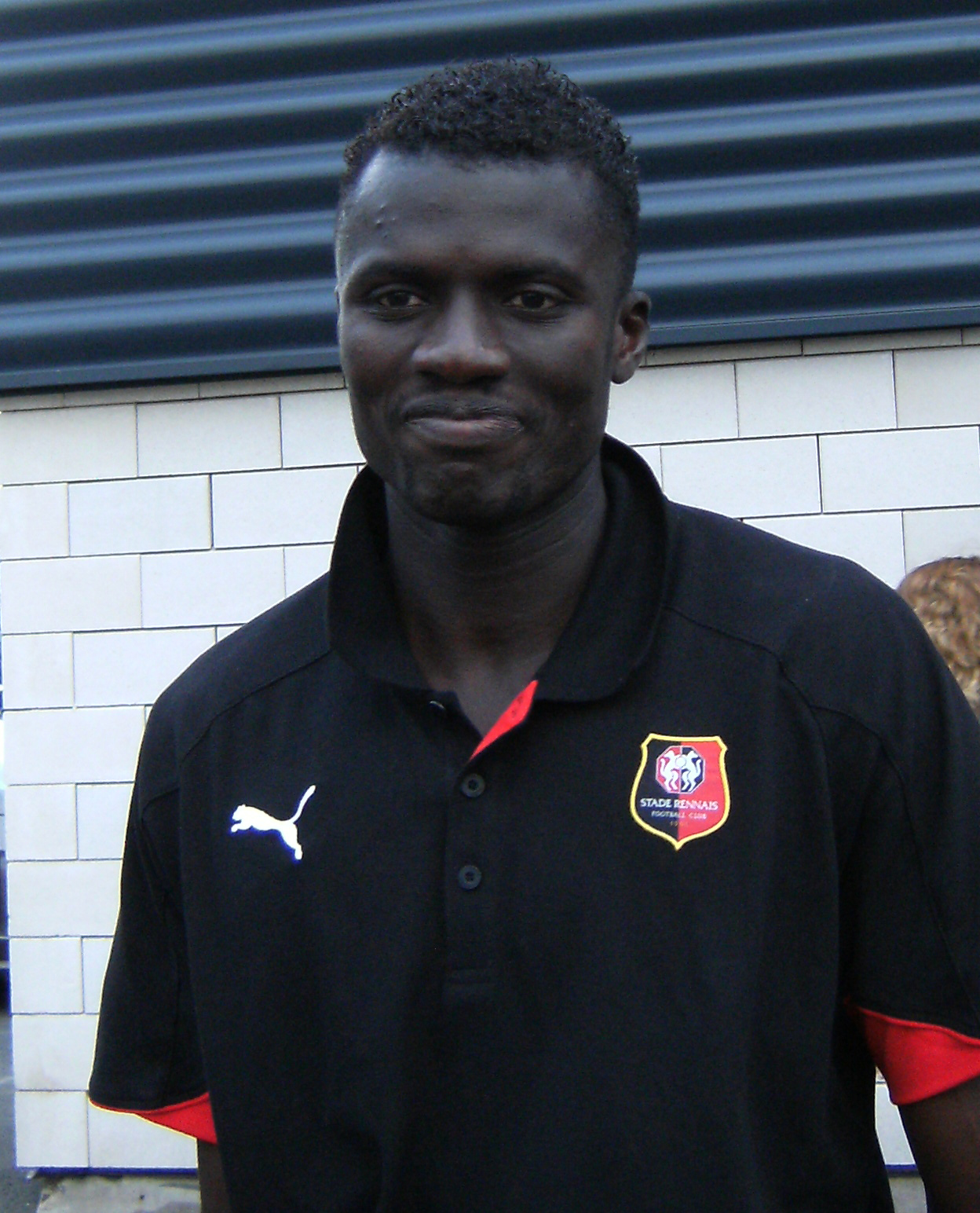
Kader Mangane devient coordinateur sportif à l'intersaison.

Fabien Lefèvre a déjà été adjoint de Thierry Laurey sur le banc du Gazélec Ajaccio lors de la saison 2015-2016, et arrive en Alsace en même temps que celui-ci. Il a notamment joué au Montpellier Hérault entre 1991 et 1997 puis entre 2000 et 2004, côtoyant le technicien troyen en tant que joueur puis membre du staff montpelliérain. Après sa carrière de joueur il intègre lui aussi le staff technique du club héraultais, entraînant les équipes jeunes puis l'équipe réserve du club avant de rejoindre Laurey à Ajaccio.
Entraîneur-adjoint depuis l'été 2011, Sébastien Roi a donc connu trois entraîneurs : François Keller entre 2011 et 2014, Jacky Duguépéroux entre 2014 et 2016, et enfin Thierry Laurey. Âgé de 37 ans, il a principalement évolué en CFA 2 avec le Vauban Strasbourg et le Mars Biesheim avant de devenir entraîneur de l'ASC Biesheim entre 2009 et 2011 puis du FCSR Obernai, en complément de son poste d'entraîneur-adjoint, entre 2011 et 2015, tous deux en divisions régionales.
Florian Bailleux est le préparateur physique du club depuis la saison 2014-2015, il a auparavant exercé à Boulogne-sur-Mer puis à Carquefou.
Jean-Yves Hours arrive en tant qu'entraîneur des gardiens en juin 2016. Tout comme Thierry Laurey et Fabien Lefèvre, il passe une partie de sa carrière au Montpellier Hérault, évoluant également par la suite dans le club corporatif du groupe Nicollin de Louis Nicollin, président du club montpelliérain. Il intègre ainsi le staff du MHSC en 2001 en tant qu'entraîneur des gardiens au centre de formation du club. Il rejoint en 2003 le staff du CS Sedan Ardennes puis celui d'Évian Thonon Gaillard de 2009 à 2014. Il est entraîneur des gardiens de la sélection guinéenne, entraînée par Luis Fernandez, entre mai 2015 et janvier 2016.
Depuis cette saison, afin de faciliter l'intégration des nouveaux joueurs, de leur présenter les infrastructures, le club, la ville, et d'organiser les relations entre les joueurs, le centre de formation et diverses parties prenantes, l'ancien défenseur et capitaine Kader Mangane a arrêté sa carrière de joueur de football professionnel, afin de devenir coordinateur sportif au RC Strasbourg.

### Joueurs en sélection nationale
Durant la première trêve internationale de septembre 2018, cinq joueurs du RCSA sont appelés en sélection.
Matz Sels est appelé dans la sélection de Belgique qui doit disputer deux matches, face à l'Ecosse en match à Glasgow face à l'Islande dans le cadre de la Ligue des nations. Lamine Koné est retenu en équipe de Cote d’Ivoire pour la rencontre de qualifications en vue de la Coupe d’Afrique des Nations 2019 au Rwanda. Nuno Da Costa est convoqué avec la sélection du Cap Vert qui se rend au Lesotho pour les qualifications de la Coupe d’Afrique des Nations 2019. Lebo Mothiba est sélectionné pour le match de l’Afrique du Sud contre la Libye également dans le cadre de la Coupe d’Afrique des Nations. Enfin, Moataz Zemzemi rejoint la Tunisie qui affronte son homologue de Cote d’Ivoire en match amical à deux reprises.
Lors de la seconde trêve internationale, en octobre 2018, quatre joueurs du RCSA sont sélectionnés dans leur équipe nationale.
C'est de nouveau le cas de Matz Sels qui affronte la Suisse dans le cadre de la Ligue des Nations puis les Pays-Bas en match amical. Nuno Da Costa affronte deux fois la Tanzanie pour les qualifications de la Coupe d’Afrique des Nations 2019. Lebo Mothiba rejoint la sélection de l’Afrique du Sud pour jouer deux rencontres contre les Seychelles dans le cadre des qualifications de la Coupe d’Afrique des Nations 2019. Enfin Moataz Zemzemi rejoint l'équipe U23 de la Tunisie qui rencontrera son homologue de l’Italie en match amical.
Lors de la troisième trêve internationale, cinq joueurs du Racing sont appelés en sélection.
Les trois joueurs déjà appelés précédemment, Matz Sels qui affronte l’Islande et se déplace en Suisse, dans le cadre de la Ligue des nations, avec la sélection belge ; Nuno Da Costa, qui se rend en Ouganda dans le cadre de la CAN 2019, avec le Cap Vert ; puis Lebo Mothiba qui reçoit le Nigeria avec l'Afrique du Sud, dans le cadre de la CAN 2019 également.
Deux joueurs sont appelés en sélection pour la première fois. Il s'agit de Youssouf Fofana, appelé par Bernard Diomède, sélectionneur des U20 de l’Équipe de France, pour disputer deux rencontres amicales en Espagne, face à la Suisse puis la Norvège. Et enfin, Ibrahima Sissoko, sélectionné avec l'Équipe de France espoirs pour un match contre la Croatie et l’Espagne en préparation de l’Euro 2019 qui aura lieu en Italie.

## Aspects juridiques et économiques

### Structure juridique et organigramme
La société par actions simplifiée Racing Club de Strasbourg Alsace est toujours présidée par Marc Keller pour la saison 2018-2019, depuis juin 2012. La structure juridique, le capital et la gérance restent inchangés par-rapport à la saison précédente.
En ce qui concerne l'organigramme, Pierre Schmidt reste président du conseil de surveillance tandis que Romain Giraud reste secrétaire général, s'occupant de toute l'organisation courante du club. Le club ayant retrouvé le statut professionnel depuis la saison précédente, aucun ajustement de structure n'est imposé par la ligue.
Marc Keller souhaite continuer à structurer le club et le faire progresser. Une réflexion est posée sur l'arrivée d'un nouveau préparateur physique supplémentaire, et également sur l'arrivée d'un coordinateur sportif, afin de gérer les installations des joueurs, les soucis diététiques, les relations avec le centre de formation. Le club officialise le 4 juin 2018 la nomination de Alain Plet, au poste nouvellement créé de directeur général adjoint. Il sera notamment chargé de la coordination des services administratifs, de la gestion des ressources humaines, et du dossier des travaux  futurs du stade de la Meinau. Alain Plet, âgé de 53 ans, possède une grande expérience du monde du football, à travers différents postes de Direction occupés à Caen, Troyes, Strasbourg, Monaco et Amiens, mais aussi des plus hautes instances du football et du sport, puisqu’il a été pendant quatre ans Directeur Exécutif du CNOSF et qu’il préside depuis cinq ans la Commission Infrastructures et Règlementations de la LFP.
Lors de la reprise de l’entraînement le 27 juin 2018, le recrutement d’un kinésithérapeute et d’un préparateur physique supplémentaires est annoncé.
Le capitaine de la saison précédente, Kader Mangane, prend sa retraite footballistique et est recruté à un poste nouvellement créé de coordinateur sportif. Il s'agit là aussi d'un poste dont souhaitait Marc Keller au début de saison.

### Éléments économiques et financiers
Marc Keller annonce le 25 mai 2018 que le budget prévisionnel pour cette saison est de l'ordre de 35 millions d'euros, soit une augmentation de 5 millions d'euros par rapport à la saison précédente. Ce budget est un budget prudent, en se basant sur une élimination dès les entrées dans les différentes coupes nationales. Un million d'euros est investi durant l'été pour l'installation d'une pelouse hybride. Une nouvelle salle de musculation est installée au centre de formation, un nouveau chapiteau derrière la tribune Nord est installé en raison de la forte demande. Le coût total des investissements estivaux sont de 1,6 million d'euros.
Le budget pour la saison est validé en l’état, sans mesure complémentaire, par la DNCG le 5 juin 2018.
À la mi-saison, une étude est publiée et rapporte que le RCSA est dans le top 10 français des clubs qui ont vendu le plus de maillots en France, et qu’il est en quatrième club français à en avoir vendu le plus, derrière Paris, Marseille et Lyon.
Le Racing perçoit lors de cette saison un total de 21,55 millions d'euros de droits télévisuels et est le seizième club en termes de recettes décroissantes.

### Équipementier et sponsors
La saison est marquée par la fin du partenariat de Hummel comme équipementier principal. Le 14 mai 2018, le club annonce un partenariat de quatre saisons avec la marque Adidas dont le siège social s'est installé le même jour à Strasbourg. Cette marque de prestige et d'ampleur plus internationale que Hummel, correspond selon Marc Keller aux valeurs de proximité, d'un football populaire et festif.
Les sponsors principaux restent toujours ES Strasbourg, CroisiEurope et Hager, en complément de Adidas.

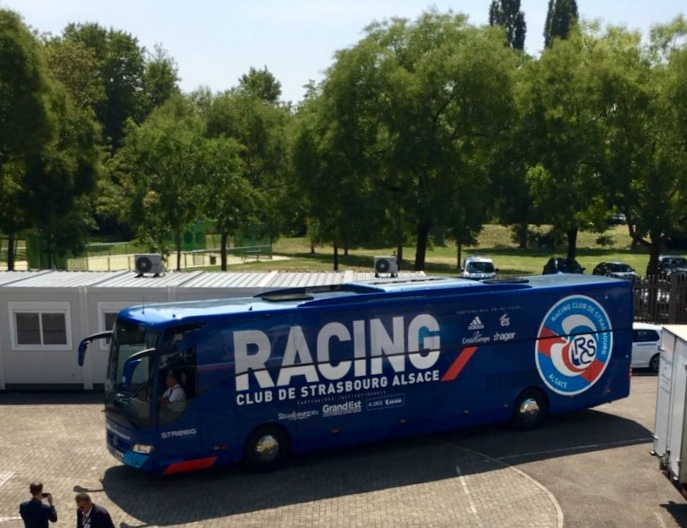
Le nouveau bus officiel aux couleurs du club

Durant l'intersaison, des animations ont lieu avec différents partenaires. Le partenaire Boulanger réalise des visites de vestiaires, rendez-vous en loges et assiste à un entrainement.
Lors du premier match à domicile de la saison, le 12 août 1018, le club dévoile l’acquisition d’un bus officiel qui servira au transport des joueurs et du staff lors des déplacements. Jusqu’alors le club ne disposait pas de bus officiel.
Le 20 septembre 2018, le RCSA annonce l'arrivée du nouveau partenaire Athéo Ingénierie, entreprise strasbourgeoise spécialisée dans la sécurisation des données dans l'Est, pour deux années.

## Aspects sociaux

### Affluence
L'affluence cumulée de la saison à domicile est de 520 994 spectateurs pour vingt-et-un matchs, soit une moyenne de 24 810 spectateurs par match toutes compétitions confondues. Le club comptabilise par ailleurs la sixième meilleure affluence moyenne de Ligue 1 avec 25 213 spectateurs par match.
Le record historique du club en nombre d'abonnements vendus, datant de la saison précédente, a été battu, puisque la barre des 17 000 abonnements est dépassée le 7 juillet 2018 puis celle des 19 000 abonnements vendus le 19 juillet 2018.
Les matchs à domicile contre l'AS Saint-Etienne, le second match contre le FC Nantes, le quatrième match face au Dijon FCO, le cinquième face à l'AS Monaco et le sixième match contre le Toulouse FC se jouent à guichets fermés. Les guichets pour la rencontre face au Paris SG ferment un mois avant la rencontre.
La moyenne d'affluence de 24 810 spectateurs donne un taux de remplissage du stade de la Meinau de 97%, deuxième meilleur taux de Ligue 1 après le Paris SG.

### Supporteurs
La campagne d'abonnements 2018-2019 débute le vendredi 8 juin 2018 et est intitulée Génération Racing. En raison de la forte demande de la saison passée, le club décide d'ouvrir aux abonnements les tribunes Populaires du stade de la Meinau, places qui sont exclusivement debout, non numérotées.
Comme la saison passée, la tribune Ouest avec le mur bleu est non numérotée. Le kop'in de l'association Femmes de foot est déplacé de la tribune Sud au quart de virage Sud-Est.

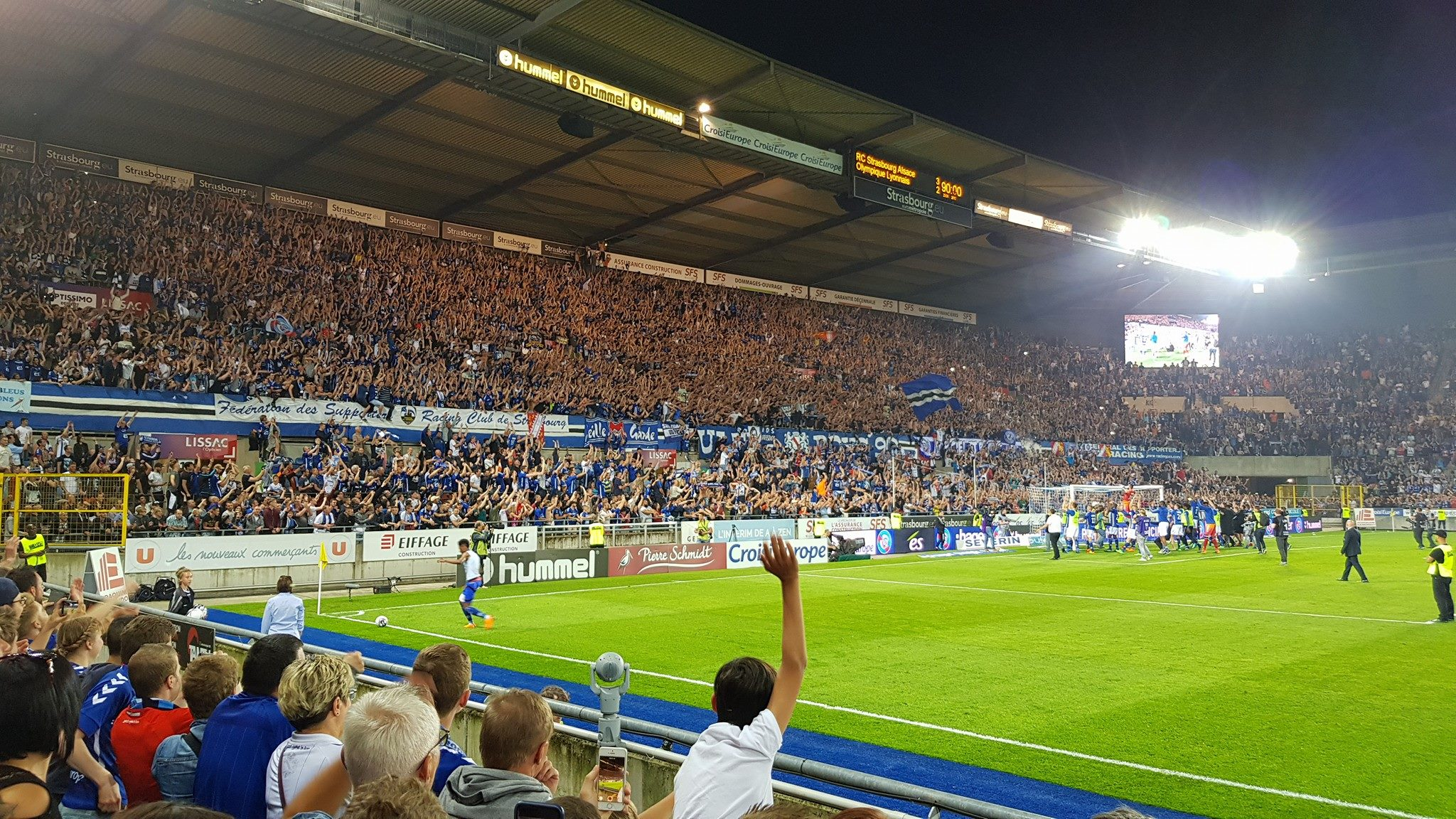
Les supporters strasbourgeois au stade de la Meinau.

Le club annonce la traditionnelle journée des supporters qui a lieu le 23 juillet 2018, avec au programme notamment la présentation de l’effectif ainsi que des nouveaux maillots pour la saison et rencontre un succès, car 6 000 supporters sont présents.
L'arrêt de tramway Krimmeri-Stade de la Meinau de la CTS est réaménagé et installé aux couleurs du RCSA afin que l’expérience Racing commence avant même l'arrivée au stade de la Meinau.
Le club annonce que 19 187 abonnements sont vendus, ce qui en fait son record historique, et lui assure un taux de remplissage annuel d'un minimum de 74%.
Depuis cette saison, deux nouvelles zones ont été aménagées sur le parvis, à l'extérieur du stade de la Meinau. Les zones le comptoir et la terrasse sont situées devant la tribune Ouest, et permettent d'accueillir du monde en configuration fan zone, avec des écrans géants. Depuis cette saison, le stade ouvre systématiquement ses portes 2h30 avant le coup d'envoi.
Comme chaque saison depuis la liquidation judiciaire du club en 2011, le Racing invite mille étudiants strasbourgeois, afin de leur faire découvrir le stade de la Meinau, lors de l'opération Strasbourg aime ses étudiants, lors de la rencontre face à Amiens.
Durant les vacances scolaires d'octobre, le club lance officiellement une plateforme de revente de billets légale et sécurisée, destinée aux abonnés, afin de pouvoir revendre leurs places à d'autres personnes. Il s'agit de la concrétisation d'une promesse du club affectée lors de la saison 2015-2016.
Lors de la rencontre face au Toulouse FC, le 3 novembre 2018, la traditionnelle soupe d'Egon (soupe de pois préparée par Egon Gindorf, actionnaire du club) est servie aux supporters membres des associations de supporters du Racing.
Le 7 novembre 2018, des travaux dans la tribune Ouest du stade de la Meinau débutent. Les sièges sont enlevés, afin de créer une tribune debout sécurisée pour le kop des supporters.
À la suite des attentats de Strasbourg survenus le 11 decembre 2018, une minute de silence, ainsi qu’un tifo tout noir, ainsi qu’une Marseillaise ont eu lieu par le public du stade de la Meinau, à l’occasion du match Strasbourg-Nice. La semaine précédente à Reims, les joueurs ont, eux, rendu hommage avec un maillot spécifique et brassards noirs.
Les supporters du RCSA sont titrés à l'issue de la saison de meilleurs supporters de Ligue 1, puisqu'ils remportent le championnat des tribunes de la Ligue de football professionnel. Ils étaient arrivés sur le podium la saison précédente, et avaient gagné ce championnat en Ligue 2 deux saisons auparavant.

## Autres équipes

### Équipe réserve
L'équipe réserve du Racing Club de Strasbourg Alsace, aussi appelée « équipe B », sert de tremplin vers le groupe professionnel pour les jeunes du centre de formation mais permet également à certains joueurs non alignés avec l'équipe professionnelle d'avoir du temps de jeu ou de récupérer d'une blessure. Elle est entraînée depuis mai 2016 par François Keller, ancien entraîneur de l'équipe première et directeur de la formation depuis 2014.
Pour la saison 2018-2019, la réserve évolue dans le groupe « Grand Est » du National 3, cinquième niveau hiérarchique du football en France. Promue de Division d'Honneur alsacienne en 2015, elle a terminé à la quatrième place la saison précédente. Se plaçant à nouveau parmi les prétendants à la montée, la réserve y échoue cependant de peu, finissant deuxième à un point du FC Mulhouse qui l'emporte.
| Rang                   | Équipe                    | Pts | J  | G  | N  | P | Bp | Bc | Diff |
| ---------------------- | ------------------------- | --- | -- | -- | -- | - | -- | -- | ---- |
| 1                      | FC Mulhouse               | 48  | 26 | 14 | 6  | 5 | 40 | 21 | +19  |
| 2                      | RC Strasbourg Alsace rés. | 47  | 26 | 13 | 8  | 5 | 48 | 32 | +16  |
| 3                      | US Sarre-Union            | 43  | 26 | 11 | 10 | 5 | 37 | 28 | +9   |
| 4                      | ES Thaon P                | 38  | 26 | 10 | 8  | 8 | 42 | 40 | +2   |
| 5                      | ES Troyes AC rés.         | 36  | 26 | 8  | 12 | 6 | 38 | 26 | +12  |
| - Promu en National 2. |                           |     |    |    |    |   |    |    |      |

### Équipe féminine
Engagée dans la Division d'Excellence du Bas-Rhin, deuxième niveau régional alsacien, pour la saison 2017-2018, l'équipe féminine du RCSA termine première de son groupe et intègre la Régionale 1 Alsace pour la saison 2018-2019.
Elle prend par ailleurs part à la Coupe de France féminine 2018-2019, 18e édition de la compétition à élimination directe organisée par la Fédération française de football (FFF) et ses ligues régionales mettant aux prises les différents clubs féminins du pays, qu'elle intègre lors du deuxième tour dans le cadre de la phase régionale. Son aventure dans la compétition est cependant très brève, avec une élimination d'entrée contre le FC Strasbourg Koenigshoffen le 30 septembre 2018 sur le score de 3-2.
À l'issue de la saison, la section féminine termine une nouvelle fois première du championnat, comptant cinq points d'avance sur la deuxième équipe du FC Vendenheim, ce qui lui permet de se qualifier pour les barrages de promotion en deuxième division. Opposées à l'Avant-Garde caennaise lors du premier tour de ces barrages, les Strasbourgeoises subissent dans un premier temps une défaite 2-1 lors du match aller à Caen le 12 mai avant de l'emporter chez elles sur le score de 2-0 et d'accéder au deuxième tour des barrages contre le Toulouse FC.
| Rang                                           | Équipe               | Pts | J  | G  | N | P | Bp | Bc | Diff |
| ---------------------------------------------- | -------------------- | --- | -- | -- | - | - | -- | -- | ---- |
| 1                                              | RC Strasbourg Alsace | 42  | 16 | 13 | 3 | 0 | 55 | 14 | +41  |
| 2                                              | FC Vendenheim 2      | 37  | 16 | 12 | 1 | 3 | 49 | 13 | +36  |
| 3                                              | AS Musau Strasbourg  | 35  | 16 | 11 | 2 | 3 | 66 | 15 | +51  |
| 4                                              | FC Oberhergheim      | 25  | 16 | 8  | 1 | 7 | 26 | 35 | -9   |
| - Barrages d'accession à la deuxième division. |                      |     |    |    |   |   |    |    |      |

### Équipes de jeunes
Le Racing Club de Strasbourg Alsace aligne plusieurs équipes de jeunes dans les championnats nationaux et régionaux. Parmi celles-ci, deux prennent part à des compétitions de niveau national : l'équipe des moins de 17 ans, qui évolue dans le groupe B du championnat national des moins de 17 ans, et l'équipe des moins de 19 ans qui participe quant à elle à deux compétitions nationales : le groupe B du championnat national des moins de 19 ans ainsi que la Coupe Gambardella 2018-2019, qu'elle intègre à l'occasion des soixante-quatrièmes de finale.
Au cours de l'été 2018, le club annonce un taux de réussite au baccalauréat 2018 de 100% avec dix-huit élèves qui se sont présentés dont quinze en sections général et technologique.
La Coupe Gambardella 2018-2019 est la 65e édition de la Coupe Gambardella, compétition à élimination directe organisée par la Fédération française de football (FFF) et ses ligues régionales. Elle met aux prises les équipes de moins de 19 ans des clubs à travers la France. Opposé au RCS La Chapelle à l'extérieur, le RCSA l'emporte 3-1 le 16 décembre 2018. Il rencontre au tour suivant le Thionville FC, chez qui il s'impose à nouveau sur le score de 2-0. Vainqueur de l'Entente SSG en seizièmes de finale, l'aventure alsacienne s'arrête finalement au tour suivant, avec une défaite sur la pelouse du Tours FC.
Les deux équipes engagées en championnat national terminent vers le milieu de classement, l'équipe des moins de 17 ans se classant sixième avec 45 points tandis que celle des moins de 19 ans se place en huitième position avec 36 points.
| Rang | Équipe               | Pts | J  | G  | N  | P  | Bp | Bc | Diff |
| ---- | -------------------- | --- | -- | -- | -- | -- | -- | -- | ---- |
| 3    | FC Metz              | 53  | 28 | 16 | 5  | 7  | 55 | 23 | +32  |
| 4    | ES Troyes AC         | 48  | 28 | 14 | 6  | 8  | 51 | 37 | +14  |
| 5    | US Torcy             | 47  | 28 | 13 | 8  | 7  | 42 | 23 | +19  |
| 6    | RC Strasbourg Alsace | 45  | 28 | 13 | 6  | 9  | 56 | 40 | +16  |
| 7    | Stade de Reims       | 43  | 28 | 11 | 10 | 7  | 53 | 32 | +21  |
| 8    | FC Mulhouse          | 38  | 28 | 11 | 5  | 12 | 39 | 45 | -6   |
| 9    | CS Sedan Ardennes    | 38  | 28 | 11 | 5  | 12 | 37 | 42 | -5   |

| Rang | Équipe                 | Pts | J  | G  | N | P  | Bp | Bc | Diff |
| ---- | ---------------------- | --- | -- | -- | - | -- | -- | -- | ---- |
| 5    | ASPTT Dijon            | 44  | 26 | 13 | 5 | 8  | 36 | 34 | +2   |
| 6    | FC Sochaux-Montbéliard | 39  | 26 | 11 | 6 | 9  | 39 | 33 | +6   |
| 7    | ES Troyes AC           | 33  | 26 | 9  | 7 | 10 | 40 | 38 | +2   |
| 8    | RC Strasbourg Alsace   | 33  | 26 | 8  | 9 | 9  | 35 | 39 | -4   |
| 9    | US Torcy               | 33  | 26 | 9  | 6 | 11 | 31 | 44 | -13  |
| 10   | Le Puy Foot            | 29  | 26 | 8  | 5 | 13 | 35 | 58 | -23  |
| 11   | FC Fleury 91           | 29  | 26 | 7  | 8 | 11 | 31 | 40 | -9   |
|      |                        |     |    |    |   |    |    |    |      |